# François Marie Allain-Launay
François Marie Allain, sieur de Launay (Sainte-Croix en Guingamp, le 27 mars 1747 - 26 novembre 1807 à Carhaix) est un député du Finistère à l'Assemblée législative de 1791.

## Biographie
D'une famille du pays de Léon, qui a compté au XVIIIe siècle des officiers de la milice de Morlaix, des avocats et maires de Carhaix, ainsi que des officiers de marine distingués, François Marie Allain-Launay est l'un des quinze enfants de Francois-Hyacinthe Allain, conseiller du roi, correspondant de la Commission intermédiaire des États, et de Louise-Perrine Onfray de La Painnière.
Procureur du roi à Carhaix en 1778, puis notaire royal en 1787, également maître de forges à Belle-Isle-en-Terre, il est député aux États de Bretagne en 1788. Il devient procureur-syndic du district de Carhaix en 1790. En cette qualité, plusieurs allocutions d'Allain-Launay figurent sur les registres de ce district, une entre autres, du 26 décembre 1790, dans laquelle il reproche aux officiers municipaux du district, de venir aux séances en état d'ébriété. Élu par le Finistère, député à l'Assemblée législative de 1791, par 239 voix sur 440 votants, il ne joua aucun rôle dans le Parlement. L'Almanach critique de 1792 dit de lui : « Il a craint de compromettre la réputation dont il jouissait dans sa Petite ville, et il l'a mise à l'abri d'un long silence. »

## Mandats
- 10/09/1791 - 20/09/1792 : Finistère - Plaine

## Sources
- Dictionnaire des parlementaires français, par Adolphe Robert, Edgar Bourloton et Gaston Cougny, tome 1, A-Cay, Bourloton éditeur, Paris, 1889.
- Biographie bretonne, Prosper Levot, Éditeur Cauderan, Vannes, 1857